# Филип Конрад фон Бентхайм-Щайнфурт
Филип Конрад фон Бентхайм-Щайнфурт (на немски: Philipp Konrad von Bentheim-Steinfurt; * 2 юли 1627; † 8 май 1668) е граф на Бентхайм-Бентхайм и Графство Щайнфурт

## Произход
Той е вторият син на граф Арнолд Йост фон Бентхайм-Текленбург (1580 – 1643) и съпругата му Анна Амалия фон Изенбург-Бюдинген (1591 – 1667), дъщеря на граф Волфганг Ернст I фон Изенбург-Бюдинген (1560 – 1633) и първата му съпруга графиня Анна фон Глайхен-Рембда (1565 – 1598). По-големият му брат Ернст Вилхелм (1623 – 1693) е граф на Бентхайм-Бентхайм-Щайнфурт (1643 – 1693).
Филип Конрад фон Бентхайм-Щайнфурт умира на 8 май 1668 г. на 41 години.

## Фамилия
Филип Конрад фон Бентхайм-Щайнфурт се жени на 21 март 1661 г. за графиня Анна Елизабет Вилхелмина фон Бентхайм-Текленбург (* 1641; † 26 май 1696), дъщеря на граф Мориц фон Бентхайм-Текленбург (1615 – 1674) и принцеса Йохана Доротея фон Анхалт-Десау (1612 – 1695). Те имат един син:
- Арнолд Мориц Вилхелм (Филип Конрад) фон Бентхайм-Щайнфурт (* 21 януари 1663; † 15 ноември 1701), граф на Бентхайм-Щайнфурт, женен на 28 декември 1692 г. за графиня Йоханета Франциска фон Мандершайд-Бланкенхайм (* 26 септември 1663; † 29 април 1704), дъщеря на граф Салентин Ернст фон Мандершайд-Бланкенхайм и Юлиана Кристина Елизабет фон Ербах-Ербах.

Вдовицата му Анна Елизабет Вилхелмина фон Бентхайм-Текленбург се омъжва втори път на 27 май 1684 г. за граф Георг II Карл Рудолф фон Лайнинген-Вестербург (* 2 март 1666; † 4 май 1726).